# Groß-Wien
Groß-Wien, op. 440, är en vals av Johann Strauss den yngre. Den spelades första gången den 10 maj 1891  i "Sängerhalle" i Pratern i Wien.

## Historia
1890 expanderades Wien för andra gången genom inkorporeringar. 44 förorter utanför den gamla muren Linienwall blev nu en del av Wien som distrikten 11 till 19. Befolkningen växte med cirka 400 000 invånare till omkring 1 342 000 civila och 22 600 aktiva militär personal. Stadens areal ökade till över 178 kvadratkilometer, vilket utgjorde halva Londons storlek, mer än dubbla Paris och nästan tre gånger så stort som Berlin. Begreppet Groß-Wien (Stor-Wien) myntades.
Johann Strauss vals Groß-Wien tillkom i början av 1891 och var tänkt att framföras som en körvals av den berömda manskören Wiener Männergesang-Verein till text av Franz von Gernerth. När kören bestämde sig för att endast ge en 'Liedertafel' (Sångprogram) om året fick föreställningen skjutas fram till hösten. Då dök möjligheten upp att få verket uppfört av en konkurrerande kör arrangerad av journalistföreningen "Concordia" och den 18 april 1891 meddelade Strauss en tidningsreporter: "Jag kände att tiden var knapp och hade redan lovat verket till militärkommittén för Monsterkonserten den 10 maj i Sängerhalle, men endast för orkester... Skulle du någonsin organisera något med Männergesang-Verein... då lovar jag att körversionen av valsen ska uppföras av Männergesang-Verein". (Körversionen uppfördes inte förrän den 4 oktober 1891 av Wiener Männergesang-Verein.)
Den 30 april skrev den 65-årige Strauss till Fritz Simrock (förläggaren i Berlin): "Jag ska personligen dirigera första föreställningen av Monsterkonserten. 500 musiker är ingen liten utmaning". Strauss överdrev inte. I den enorma Sängerhalle deltog 500 musiker (varav 250 violinister) från de olika militärorkestrarna i Wien. Pressen gjorde stor sak av det faktum att det var första gången som en österrikisk militärorkester dirigerades av en civil dirigent. Bland de 20 000 åhörarna befann sig medlemmar av den kejserliga familjen, kungen och drottningen av Danmark, samt hertigen och hertiginnan av Cumberland. Verket var en stor succé och sporrade kritikern i Fremden-Blatt att konstatera: "Valsen är så vackert och artistiskt utformad, de så vanligen enkla, rättframma och naturfriska valser är mindre uppenbara här. Johann Strauss har blivit mer förfinad. Han står på porten till Hofoper" - en referens till den kommande premiären av Strauss stora opera Ritter Pásmán på Wiener Hofoper den 1 januari 1892. 
Klaverutdraget till första utgåvan av Groß-Wien var tillägnad "med största vördnad hans Kejserliga och Kungliga Höghet Herr Ärkehertig Karl Ludwig". Ärkehertigen var yngre bror till kejsar Frans Josef I, far till tronföljaren Franz Ferdinand och farfar till landets siste kejsare, Karl I. Karl Ludwig befann sig dessutom i publiken då valsen spelade första gången.

## Mötet mellan Johann Strauss och Franz Lehár

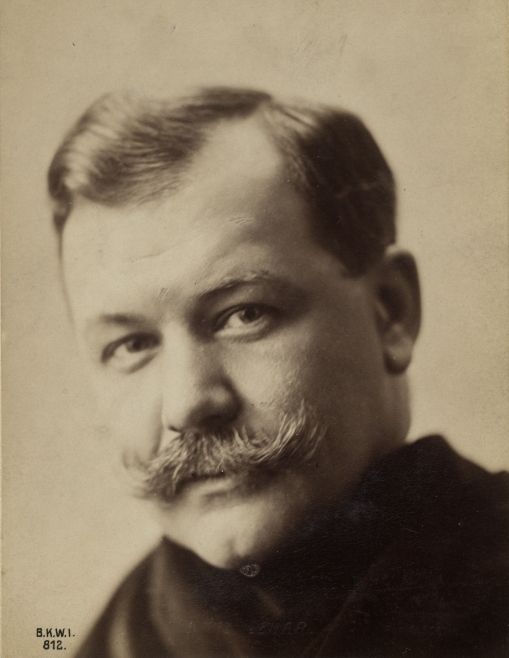
Franz Lehár omkring 1900.

Den så kallade "Monsterkonserten" den 10 maj 1891 var också det enda kända tillfället då Johann Strauss och Franz Lehár möttes. Lehár var vid den tiden kapellmästare för 50:e Österrikiska Infanteriregementet och det ålåg honom (och kapellmästaren för 84:e Regementer, Karl Komzák) att överräcka två enorma lagerkransar till valskungen. Vid 100-årsminnet av Strauss födelse återberättade Lehár minnet för "Neue Freie Presse" (25 oktober 1925): 
"En vacker man, synbart krasslig och åldrad gentleman kravlade upp på den svindelhöga dirigentpulten. Korpsvart hår, en kolsvart skinande mustasch. En civilist i ett hav av uniformer. Han slår energisk på pulten för att äska tystnad. Med ett ryck höjer han högerhanden. Med en oefterhärmlig huvudrörelse överblickar han den spelberedda orkestern. Med ryggen mot publiken dirigerar Johann Strauss valsens inledning. Hans taktpinne viftar åt olika håll, dirigenten själv förblir orörlig. Då klingar de första tonerna av själva valsen. Johann Strauss vänder sig långsamt mot publiken. Den till synes ganska sköra kroppen får liv. Snart gungar hela överkroppen från höfterna. Inte heller hans fötter förblir i samma läge. Hela Johann Strauss vibrerar och dansar. Med honom 400 musiker - Österrikes bästa musikerblod, jublande, upprymda, snyftande - triumferande! Valsen har ännu inte nått slutet då hela publiken börjar applådera orkanartat. Tusentals står upp. Applåderna blir till en storm som till slut hotar att dränka den gigantiska orkestern. Man hör inte längre Johann Strauss - man ser honom bara. Men man ser honom såsom han dirigerade den gången på Café Dommayer i Hietzing, som han den gången förtjuste våra fäder och mödrar, då de ännu var unga, mycket, mycket unga. Det var Johann Strauss för 35 år sedan. Allra redan sjuk, åldrad men evigt ung, charmerande, full av glöd och värdig grace, ty han utförde ännu en gång sitt livsverk inför sin wienerpublik som hälsade honom med jubel".

## Om valsen
Speltiden är ca 7 minuter och 58 sekunder plus minus några sekunder beroende på dirigentens musikaliska tolkning.

## Weblänkar
- Groß-Wien i Naxos-utgåvan.